# Cá dây Nhật Bản
Cá dây Nhật Bản hay cá Pierre (danh pháp hai phần: Zeus faber) là một loài cá thuộc chi Zeus. Nó là loài cá biển ăn được, sinh sống ở tầng đáy ven biển và có một cơ thể màu vàng ô liu với một điểm đen lớn, và gai dài trên vây lưng. Các điểm đen được sử dụng để thoáng hiện như "mắt quỷ" đe dọa, nếu nó gặp nguy hiểm. Mắt trước của nó lớn với tầm nhìn hai tiêu điểm và khả năng nhìn sâu
Chúng ăn nhiều loài cá như cá mòi. Thỉnh thoảng chúng ăn mực. Kẻ thù của chúng là cá mập.
Loài cá này sinh sống ven biển, được tìm thấy trên bờ biển của châu Phi, Đông Nam Á, New Zealand, Úc, bờ biển của Nhật Bản, và trên bờ biển của Châu Âu. Chúng sống gần đáy biển, sống ở độ sâu từ 5 mét (15 ft) đến 360 mét (1200 ft). Chúng thường đơn độc.
Sau khi 3 hoặc 4 năm tuổi, chúng thường sẵn sàng sinh sản. Mùa sinh sản diễn ra vào khoảng cuối của mùa đông, chúng phóng tinh trùng và trứng vào nước để thụ tinh. Tuổi thọ của chúng khoảng 12 năm trong tự nhiên.